# Apoapsis
Apoapsis je točka na putanji nekog tijela u kojoj je tijelo najdalje planetu oko kojeg kruži. 
Vidi još:
- periapsis
- afel
- apogej.